# 岭南青刚栎
岭南青刚栎（学名：Quercus championii），又名岭南椆、岭南青冈，为壳斗科栎属下的一个种。